# Le Chalard

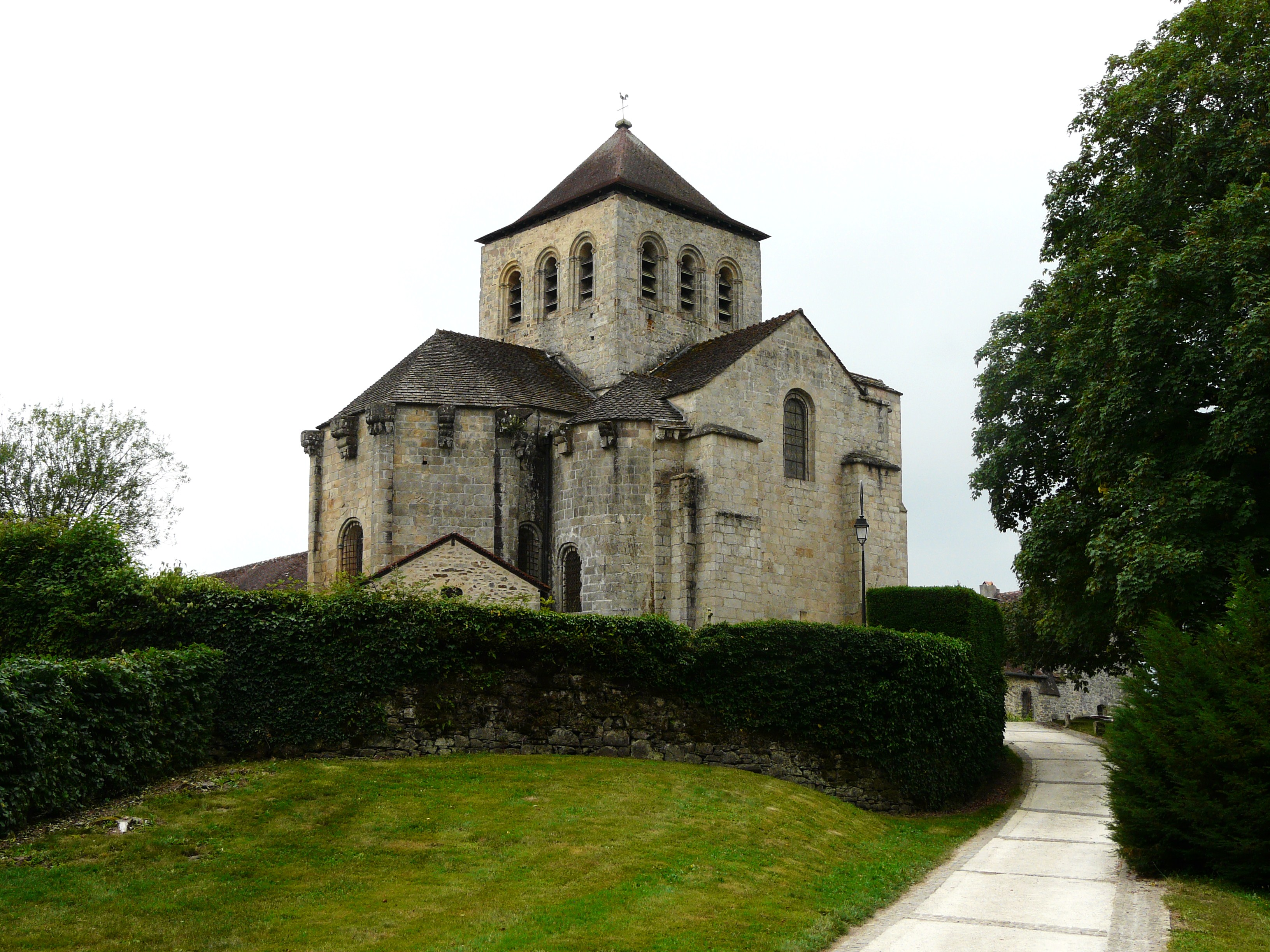
Kościół Wniebowzięcia Najświętszej Maryi Panny (2010)

Le Chalard – miejscowość i gmina we Francji, w regionie Nowa Akwitania, w departamencie Haute-Vienne.
Według danych na rok 1990 gminę zamieszkiwały 234 osoby, a gęstość zaludnienia wynosiła 19 osób/km² (wśród 747 gmin Limousin Le Chalard plasuje się na 404. miejscu pod względem liczby ludności, natomiast pod względem powierzchni na miejscu 508.).

## Populacja

Populacja Le Chalard w latach 1962–2008